# Absolutní hodnota
Absolutní hodnota je matematický pojem, který souvisí s pojmy velikosti a vzdálenosti. Vyjadřuje vzdálenost obrazu čísla na číselné ose od nuly a značí se dvěma svislými čarami: {\displaystyle |x|}. Absolutní hodnota čísla je vždy číslo nezáporné, tedy větší nebo rovno nule. Absolutní hodnota z kladného čísla je stejné číslo ({\displaystyle |x|=x}; např. {\displaystyle |3|=3}). Absolutní hodnota ze záporného čísla je číslo opačné ({\displaystyle |-x|=x}; např. {\displaystyle |-3|=3}). Absolutní hodnota z nuly je nula.
Zápis |{\displaystyle x}| s {\displaystyle x} mezi svislicemi představil Karl Weierstrass v roce 1841. Stejný zápis se užívá taktéž k označení mohutnosti.

## Definice a vlastnosti

### Reálná čísla
Absolutní hodnota reálného čísla {\displaystyle a} je definována následovně:
{\displaystyle |a|={\begin{cases}a,&{\mbox{pokud }}a\geq 0\\-a,&{\mbox{pokud }}a<0\end{cases}}}
Jak je patrné z výše uvedené definice, absolutní hodnota čísla {\displaystyle a} je vždy nezáporné číslo.
Pro každé reálné číslo platí:
1. {\displaystyle |a|={\sqrt {a^{2}}}}
2. {\displaystyle |a|\geq 0}
3. {\displaystyle |a|=0\Leftrightarrow a=0}
4. {\displaystyle |ab|=|a|.|b|}
5. {\displaystyle |a+b|\leq |a|+|b|} (trojúhelníková nerovnost)
6. {\displaystyle |(|a|)|=|a|}
7. {\displaystyle |-a|=|a|}
8. {\displaystyle |a-b|=0\Leftrightarrow a=b}
9. {\displaystyle |a-b|\leq |a-c|+|c-b|}
10. {\displaystyle {\bigg |}{\frac {a}{b}}{\bigg |}={\frac {|a|}{|b|}}} (pro b ≠ 0)
11. {\displaystyle \ |a-b|\geq {\Big |}(|a|-|b|){\Big |}}

Absolutní hodnota v nerovnosti (pro {\displaystyle b\geq 0}):
{\displaystyle \ |a|\leq b\Leftrightarrow -b\leq a\leq b}
{\displaystyle \ |a|\geq b\Leftrightarrow a\leq -b\lor b\leq a}
Tyto vztahy se často používají pro řešení nerovnic s absolutní hodnotou.
Například: 
{\displaystyle |x-3|\leq 9\Leftrightarrow -9\leq x-3\leq 9}
{\displaystyle \Leftrightarrow -6\leq x\leq 12}

Absolutní hodnota funkce {\textstyle |f|:y=|f(x)|,x\in D(f)\subset R} je funkce označovaná {\displaystyle |f|}, jejíž funkční hodnoty jsou rovny {\displaystyle |f(x)|} a která má definiční obor {\displaystyle D(|f|)=D(f)}.
Podle definice absolutní hodnoty reálného čísla je:
{\displaystyle |f|:y=|f(x)|=\{{\begin{aligned}&f(x),&{\text{pro}}\;f(x)\geq 0,\\&-f(x),&{\text{pro}}\;f(x)<0\\\end{aligned}}}
Funkce s absolutní hodnotou - Tím se rozumí funkce, která vychází z jakékoli funkce (lineární, kvadratické, logaritmické, goniometrické atd.), pokud ve svém předpisu obsahuje absolutní hodnotu.
Absolutní hodnota jako funkce je pro reálná čísla definována takto: {\displaystyle \ f(x)=|x|} . 
Její vlastnosti:
- {\displaystyle D(f)=R;}
- {\displaystyle H(f)=\langle 0,\infty {\bigr )}};
- klesající v intervalu {\displaystyle {\bigl (}-\infty ,0\rangle } ;
- rostoucí v intervalu {\displaystyle \langle 0,\infty )};

Graf funkce absolutní hodnoty reálného čísla

- je zdola omezená, shora omezená není;
- v bodě 0 má minimum, nemá maximum;
- je sudá, není prostá, není periodická;
- spojitá ve všech bodech a diferencovatelná ve všech bodech kromě {\displaystyle x} = 0.

### Komplexní čísla
Absolutní hodnota komplexního čísla {\displaystyle |z|} je rovna vzdálenosti bodu, který je obrazem tohoto čísla v Gaussově rovině, od počátku soustavy souřadnic. Všechna komplexní čísla {\displaystyle z}, která mají stejnou absolutní hodnotu, vyplní v Gaussově rovině kružnici se středem v počátku a s poloměrem rovným číslu {\displaystyle |z|}. Absolutní hodnoty komplexních čísel {\displaystyle |z_{1}|,|z_{2}|,|z_{1}+z_{2}|,|z_{1}-z_{2}|} jsou v Gaussově rovině rovny vzdálenostem obrazů komplexních čísel {\displaystyle z_{1},z_{2},z_{1}+z_{2},z_{1}-z_{2}} od počátku soustavy souřadnic.
Absolutní hodnota komplexního čísla {\displaystyle \ z=a+bi}, kde {\displaystyle a} a {\displaystyle b} jsou reálná čísla, je definována vztahem: {\displaystyle |z|={\sqrt {z.{\bar {z}}}}={\sqrt {a^{2}+b^{2}}},} kde {\displaystyle {\bar {z}}=a-bi.}
Vlastnosti:
- Imaginární část {\displaystyle b} komplexního čísla je rovna nule, pak je absolutní hodnota komplexního rovna absolutní hodnotě reálného čísla {\displaystyle a}.
- Pokud je komplexní číslo v exponenciálním (polárním) tvaru jako {\displaystyle z=re^{i\theta }} kde r ≥ 0 a θ náleží reálným číslům absolutní hodnota je {\displaystyle |z|=r}.
- {\displaystyle |z|={\sqrt {z\cdot {\overline {z}}}}}, kde z s pruhem je číslo komplexně sdružené k {\displaystyle z}.
- Absolutní hodnota komplexního čísla má vlastnosti reálné absolutní hodnoty uvedené výše v rovnicích (2) až (11).
- Pro komplexní čísla je absolutní hodnota spojitá ve všech bodech, ale není diferencovatelná v žádném bodě.

### Kvaterniony
viz také kvaternion
Definice normy kvaternionu: {\displaystyle |h|={\sqrt {hh^{*}}}}, kde {\displaystyle h^{*}=a-bi-cj-dk} .
Norma kvaterninonu, zapsaná v algebraickém tvaru {\displaystyle h=a+bi+cj+dk} je dána definicí: {\displaystyle |h|={\sqrt {a^{2}+b^{2}+c^{2}+d^{2}}}}, kde {\displaystyle a}, {\displaystyle b}, {\displaystyle c} a {\displaystyle d} jsou reálná čísla.

### Vektory
viz také vektor
Absolutní hodnota (norma) nebo délka vektoru v trojrozměrném euklidovském prostoru {\displaystyle {\mbox{x}}=(x_{1},x_{2},x_{3})\in \mathbb {R} ^{3}} je definována výrazem {\displaystyle \left|{\mbox{x}}\right|={\sqrt {x_{1}^{2}+x_{2}^{2}+x_{3}^{2}}}} .
Pomocí souřadnic vektoru {\displaystyle {\mbox{x}}\in \mathbb {C} ^{n}} v ortonormální bázi je jeho norma dána výrazem: {\displaystyle \left|{\mbox{x}}\right|={\sqrt {|x_{1}|^{2}+|x_{2}|^{2}+...+|x_{n}|^{2}}}} .
Definice vyjádřená skalárním součinem: {\displaystyle \left|{\mbox{x}}\right|={\sqrt {{\mbox{x}}^{*}\cdot {\mbox{x}}}}}, kde {\displaystyle {\mbox{x}}^{*}} je vektor komplexně sdružených čísel.
Pro normu vektoru se používá označení ||x||, ke zdůraznění, že argumentem normy není číslo, ale vektor.
Abstraktně se norma na komplexním vektorovém prostoru {\displaystyle V} zavádí jako reálná funkce těmito požadavky:
- {\displaystyle |x|\geq 0} (nezápornost),
- {\displaystyle |x|=0\leftrightarrow x=0} (definitnost),
- {\displaystyle |\lambda x|=|\lambda |.|x|} (homogenita),
- {\displaystyle |x+y|\leq |x|+|y|} (trojúhelníková nerovnost),

pro všechny {\displaystyle x,y\in V,\lambda \in \mathbb {C} }.

### Prostory
Základní vlastnosti absolutní hodnoty pro reálná čísla (viz 2. až 5. - reálná čísla) lze použít k zobecnění absolutní hodnoty v libovolném prostoru.
Absolutní hodnota reálná funkce v v poli F platí, pokud splňuje tyto čtyři axiomy:
- {\displaystyle v(a)\geq 0}
- {\displaystyle v(a)=0\iff a=\mathbf {0} }
- {\displaystyle v(ab)=v(a)v(b)}
- {\displaystyle v(a+b)\leq v(a)+v(b)}

Absolutní hodnotu reálných a komplexních čísel je možno uvést jako příklady absolutních hodnot pro libovolné pole.
Jestliže v je absolutní hodnota F, pak funkce d na F × F, kde d(a, b) = v(a − b), je metrikou a platí následující:
- {\displaystyle d} splňuje nerovnost {\displaystyle d(x,y)\leq \max(d(x,z),d(y,z))} pro všechna {\displaystyle x,y,z\in F}
- {\displaystyle {\big \{}v{\Big (}{\textstyle \sum _{k=1}^{n}}\mathbf {1} {\Big )}:n\in \mathbb {N} {\big \}}} je omezená v {\displaystyle \mathbb {R} }
- {\displaystyle v{\Big (}{\textstyle \sum _{k=1}^{n}}\mathbf {1} {\Big )}\leq 1\ } pro každé {\displaystyle n\in \mathbb {N} }
- {\displaystyle v(a)\leq 1\Rightarrow v(1+a)\leq 1\ } pro všechna {\displaystyle a\in F}
- {\displaystyle v(a+b)\leq \mathrm {max} \{v(a),v(b)\}\ } pro všechna {\displaystyle a,b\in F}

## Vztah absolutní hodnoty k funkci signum
Pomocí znaménkové funkce signum lze vyjádřit absolutní hodnotu jako
{\displaystyle |x|=x\cdot \operatorname {sgn} x} .
Platí také
{\displaystyle x=|x|\cdot \operatorname {sgn} x} .

### Derivace
Funkce absolutní hodnoty má konstantní derivaci pro x≠0, v bodě x=0 neexistuje:  
{\displaystyle {\frac {d|x|}{dx}}={\begin{cases}-1&x<0\\1&x>0\end{cases}}} .
Platí tedy
{\displaystyle {\frac {d|x|}{dx}}={\frac {|x|}{x}}=\operatorname {sgn} x} .
Druhá derivace |x| je nula, mimo hodnoty pro x=0, kde neexistuje.

### Neurčitý integrál
Neurčitý integrál (primitivní funkce) funkce absolutní hodnoty je:
{\displaystyle \int |x|dx={\frac {x|x|}{2}}={\frac {x^{2}}{2}}\operatorname {sgn} x.}

## Vzdálenost
Absolutní hodnota úzce souvisí s myšlenkou vzdálenosti. Jak bylo uvedeno výše, absolutní hodnota reálného nebo komplexního čísla je vzdálenost čísla od počátku (na reálné ose pro reálná čísla, v komplexní rovině pro komplexní čísla). Obecně: absolutní hodnota rozdílu dvou čísel (reálných nebo komplexních) je vzdálenost mezi nimi.
Standardní eukleidovská metrika mezi dvěma body
{\displaystyle a=(a_{1},a_{2},\dots ,a_{n})}
a
{\displaystyle b=(b_{1},b_{2},\dots ,b_{n})}
je v eukleidovském prostoru definována jako
{\displaystyle {\sqrt {\sum _{i=1}^{n}(a_{i}-b_{i})^{2}}}.}
Absolutní hodnotu rozdílu |a − b|, kde a i b jsou reálná čísla, lze vyjádřit jako
{\displaystyle |a-b|={\sqrt {(a-b)^{2}}}.}
Zatímco absolutní hodnotu rozdílu |a − b|, kde a i b jsou komplexní čísla
{\displaystyle a=a_{1}+ia_{2}} a {\displaystyle b=b_{1}+ib_{2}} , pak
{\displaystyle |a-b|=|(a_{1}+ia_{2})-(b_{1}+ib_{2})|}
{\displaystyle =|(a_{1}-b_{1})+i(a_{2}-b_{2})|}
{\displaystyle ={\sqrt {(a_{1}-b_{1})^{2}+(a_{2}-b_{2})^{2}}}.}

### Zobecnění
Reálné zobrazení {\displaystyle d:{\mathcal {M}}\times {\mathcal {M}}\rightarrow \mathbb {R} } se nazývá metrika, jestliže splňuje tyto čtyři axiomy (pro libovolná {\displaystyle a,b,c\in {\mathcal {M}}}):
{\displaystyle d(a,b)\geq 0}
{\displaystyle d(a,b)=0\iff a=b}
{\displaystyle d(a,b)=d(b,a)}
{\displaystyle d(a,b)\leq d(a,c)+d(c,b)}